# Světlý vrch
Světlý vrch (německy Friesberg) je vrchol o nadmořské výšce 1316 metrů v České republice ležící v Krkonoších.

## Poloha
Světlý vrch se nachází v centrálních Krkonoších asi 5 km jihovýchodně od Špindlerova Mlýna; katastrálně přísluší pod obec Strážné. Je prvním vrcholem v rozsoše vybíhající jihozápadním směrem z asi 1,5 km vzdálené Zadní Planiny. Vrch od ní odděluje mělké sedlo, ostatní svahy vykazují velké převýšení. Nachází se na území Krkonošského národního parku.

## Vodstvo
Západní svah Světlého vrchu je odvodňován Klínovým potokem, východní svah Kotelským potokem. Jejich soutokem v Dolním Dvoře vzniká Malé Labe, levý přítok Labe.

## Vegetace
Vrchol Světlého vrchu pokrývají kleče. Lesní porost tvořený převážně smrčinami byl na jižním a západním svahu z větší části vykácen. Východní svah pokrývá rozsáhlá luční enkláva Zadní Rennerovky, jihozápadní pak menší Friesovy Boudy.

## Komunikace a stavby
Přímo na vrcholu Světlého vrchu se žádné stavby nenacházejí. Horské boudy se vyskytují v obou lučních enklávách. Nedalekým sedlem se Zadní Planinou prochází pěšina se žlutě značenou trasou KČT 7208 z Klínových Bud do Dolního Dvora. Východním úbočím rovněž nedaleko od vrcholu prochází zpevněná cesta sledovaná červeně značenou trasou 0406 z Luční boudy do Vrchlabí.